# IPhone 3G
iPhone 3G (iPhone 2-го поколения) — смартфон, разработанный корпорацией Apple. Является вторым поколением iPhone. Был представлен в июне 2008 года на WWDC в Сан-Франциско. В отличие от iPhone первого поколения, он поддерживает стандарты мобильной связи UMTS, HSDPA и систему позиционирования A-GPS. Кроме того, был анонсирован запуск магазина приложений App Store. Встроенная фотокамера не претерпела изменений и не получила поддержку видеосъёмки.
Последняя доступная версия программного обеспечения — iOS 4.2.1. 11 марта 2011 года вышла iOS 4.3, которая не поддерживается iPhone 3G.

## История iPhone 3G

### Анонс
iPhone 3G был выпущен 11 июля 2008 года в 22 странах мира в белом и чёрном цветах со встроенной памятью 8 или 16 ГБ. После выпуска iPhone 3GS, цена на 3G была снижена вдвое, до 99$, и продавался он только в чёрном цвете с 8 ГБ встроенной памяти и обновлённой версией iPhone OS 3.0. 7 июня 2010 года, после выпуска iPhone 4, iPhone 3G был снят с производства. На смену ему пришёл iPhone 3GS с теми же параметрами (99$ за версию 8 ГБ).

### Программное обеспечение
iPhone OS 2.0 содержала существенные наработки в борьбе с джейлбрейком, а также исправление программных багов предыдущей версии ПО. На протяжении нескольких лет после выхода, iPhone 3G поддерживался Apple в обновлении программного обеспечения. Крупные обновления выпускались ежегодно.
Новая операционная система также имела поддержку App Store, Microsoft Exchange ActiveSync, сервиса MobileMe и технологии Push для электронной почты.
С июня 2009 года стало доступно обновление программного обеспечения до версии iPhone OS 3.0. Была реализована поддержка MMS, копирования и вставок при работе с текстом, ландшафтного режима для приложений, Bluetooth-стерео. Так же было введено множество других незначительных улучшений.
С июня 2010 года стало доступно обновление программного обеспечения до iPhone OS 4.0. Однако, в отличие от своего преемника iPhone 3GS, в обновленном программном обеспечении так и не была реализована многозадачность, возможность установки на рабочие столы фоновых рисунков и поддержка bluetooth клавиатуры. Были добавлены функции объединённого почтового ящика, возможность создания папок и плэйлистов. Тем не менее обновление подверглось резкой критике. Основным недостатком, по мнению критиков, являлась низкая производительность устройства.
Вскоре было выпущено обновление программного обеспечения iOS 4.1, устраняющее проблему с нехваткой производительности. Однако, в нём, в отличие от других устройств с iOS 4, отсутствовала поддержка сервисов Game Center.
22 ноября 2010 года стало доступно обновление до iOS 4.2. Было добавлено голосование в YouTube, а также ряд улучшений, связанных с безопасностью. iPhone 3G тем не менее не получил множество функций, включая AirPlay, многозадачность и поиск текста в Safari.
9 марта 2011 года была выпущена iOS 4.3 beta 1. Однако, к тому моменту iPhone 3G уже не поддерживался Apple в обновлении программного обеспечения.
iOS 4.3 стала первой версией операционной системы, которую официально не поддерживал iPhone 3G.

## Дизайн
Задняя сторона iPhone 3G сделана из переработанного поликарбонатного пластика на замену алюминию в первом поколении. Кнопки сделаны из пластика и металла. Края телефона закруглённые, для удобства держания в руке. Размеры iPhone 3G немного больше, чем у его предшественника: 115,5×62,1×12,3 мм.

## Аппаратное обеспечение

### Экран и ввод
На передней части телефона располагается устойчивое к царапинам стекло. Разрешение 3,5-дюймового сенсорного экрана — 320x480 (HVGA) при плотности 163 ppi. Управление осуществляется исключительно пальцами. Дисплей поддерживает мультитач.
Устройство оснащено теми же датчиками, что и его предшественник. Датчик приближения работает так: когда устройство во время разговора подносится к лицу, экран автоматически отключается. Это сделано для экономии заряда батареи и предотвращения нажатия дисплея ухом. Датчик освещённости регулирует яркость дисплея в зависимости от освещения, это сделано для экономии энергии и для того, чтобы уменьшить напряжение глаз во время пользования. В нём содержится трёхосевой акселерометр, с которым взаимодействует большинство приложений. С помощью него легко можно переключаться между ландшафтным и портретным режимом.

### Процессор и оперативная память
Большая часть аппаратного обеспечения основана на оригинальном iPhone. Он по прежнему содержит Samsung 32-bit RISC ARM11 620 МГц CPU (программно занижен до 412 МГц), PowerVR MBX Lite 3D GPU и 128 Мб EDRAM.

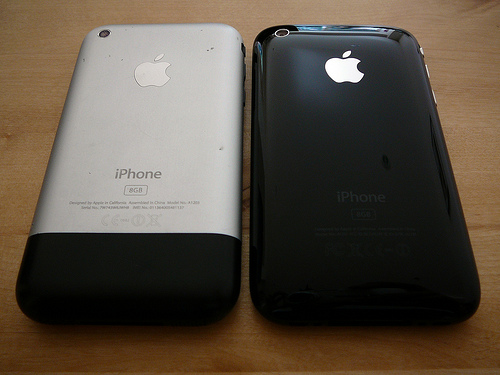
Сравнение iPhone 2G и iPhone 3G

### Камера
iPhone 3G обладает такой же 2.0 мегапиксельной камерой с фиксированным фокусом, что и его предшественник. В камере нет оптического зума, вспышки и автофокуса, он так же не поддерживает запись видео, хотя некоторые приложения и решают это. В iPhone OS 2.0 предустановленном на iPhone 3G изначально появилась возможность создавать фотографии с геопозиционной отметкой.

### Соединения
В дополнение к EDGE в iPhone 3G добавили A-GPS, 3G и трёхдиапазонные UMTS/HSDPA. Эти усовершенствования улучшили скорость загрузки данных и позволили более корректно работать системе GPS.
iPhone 3G содержит тот же 30-пиновый разъём для зарядки устройства, что содержится в его предшественнике и в последних плеерах iPod. Этот разъём также используется для синхронизации с компьютером и подключения различных аксессуаров.
iPhone 3G также содержит стандартный 3,5 мм разъём для наушников, таким образом, к нему можно подключать наушники любых производителей.

## Скорость беспроводной связи
| Тип сотовой сети/беспроводной технологии | Класс       | Частоты, на которых работает сеть | Максимальная скорость Downlink (Mbps) | Максимальная скорость Uplink (Mbps) | Современность        |
| ---------------------------------------- | ----------- | --------------------------------- | ------------------------------------- | ----------------------------------- | -------------------- |
| GPRS                                     | 2G (2.5G)   | 850, 900, 1800, 1900 МГц          | 0,04                                  | Неизвестно                          | Технология устарела  |
| EDGE                                     | 2G (2.75G)  | 850, 900, 1800, 1900 МГц          | 0,38                                  | Неизвестно                          | Технология устарела  |
| UMTS/HSDPA                               | 3G          | 850, 900, 1900, 2100 МГц          | 3,6                                   | Неизвестно                          | Технология актуальна |
| Wi-Fi                                    | 802.11 b/g/ | 2450 МГц                          | 54,0                                  | 54,0                                | Технология актуальна |
| Bluetooth 2.0 + EDR                      | 802.15.4    | 2450 МГц                          | 3,0                                   | 3,0                                 | Технология актуальна |

### Батарея
iPhone 3G оснащён несменным аккумулятором ёмкостью 1150 мА·ч. По словам Apple, устройство может проработать 6 часов в интернете через Wi-fi, 5 часов — через 3G и 25 часов — в режиме воспроизведения аудио. Он также может продержаться до 300 часов в режиме ожидания. В отличие от первого iPhone, 3G имеет иной аккумулятор, который оснащён разъёмом и который легче заменить. Если заменить батарею не в официальном сервисе Apple, гарантия теряется.

## Программное обеспечение
Вместе с iPhone 3G было выпущено первое крупное обновление iPhone OS. В версии 2.0 появилось много новых функций, которых не было в предшественнике. И самое главное в обновлении было App Store. До этого единственным способом устанавливать сторонние приложения был джейлбрейк. При первом запуске App Store в нём было около 500 приложений, с тех пор их уже более 600 тысяч. Многие функции, введённые в iPhone OS 2.0, сделали iPhone полнофункциональным устройством

### App Store
Главным обновлением в iPhone OS 2.0 был App Store, который позволял устанавливать на устройства приложения сторонних разработчиков.

## Критика
iPhone 3G получил очень положительные отзывы. Уолт Моссберг из The Wall Street Journal описал устройство как более совершенную версию уже превосходного устройства. Однако он сказал, что это имело скрытые издержки.

### Проблемы
Разрядка батареи iOS 4, которая все еще была совместима с iPhone 3G, была выпущена 21 июня 2010 года. В статье в колонке цифр Wall Street Journal от 28 июля 2010 года сообщалось, что телефоны iPhone 3G, обновляющиеся до iOS 4, реагировали медленно, уменьшали время автономной работы и становились чрезмерно горячими.